# Paula Lambert

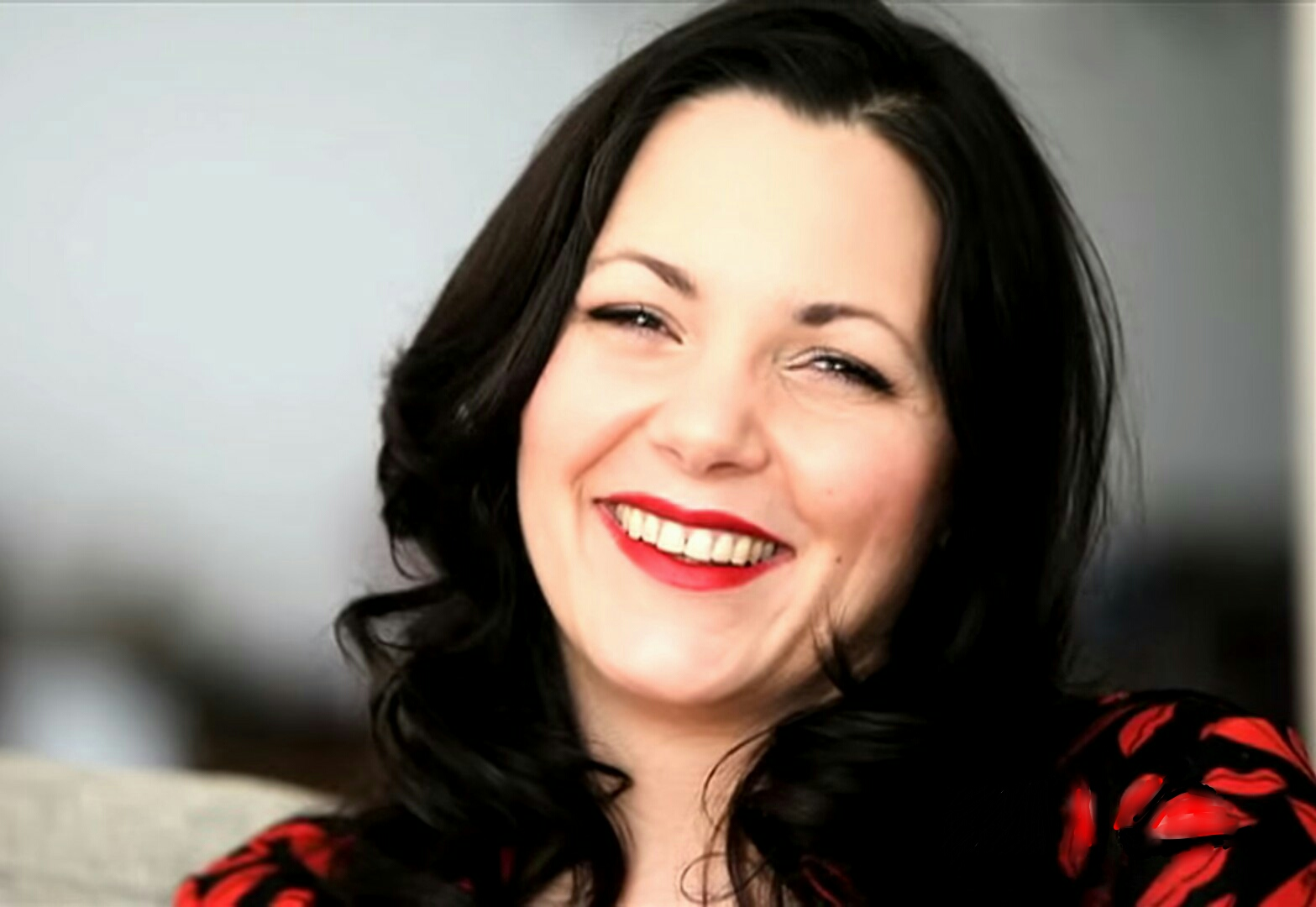
Paula Lambert (2012)

Paula Lambert (* 26. April 1974 in München; eigentlich Susanne Frömel) ist eine deutsche Journalistin, Kolumnistin und Fernsehmoderatorin.

## Leben
Frömel wurde 1974 in München geboren und wuchs in Bonn auf. Zwischen 1993 und 1994 besuchte sie das Musicians Institute in Los Angeles. 1994 zog sie nach Berlin, wo sie 1996 bis 1998 an der Axel-Springer-Akademie das journalistische Handwerk lernte. Im Jahr 1999 erreichte sie mit der Reportage „Frei und verloren zugleich – Ein Tag im Leben Berliner Straßenkinder“ den zweiten Platz beim Axel-Springer-Preis. Die Reportage erschien in der Zeitung Die Welt, bei der Frömel zwischen 1998 und 2000 als Redakteurin arbeitete. Ab 2000 arbeitete Frömel als freie Journalistin unter anderem für Geo, Die Zeit, mare und Das Magazin.
Unter dem Namen „Paula Lambert“ schreibt Frömel seit 2005 Kolumnen zum Thema Sexualität für das Männermagazin GQ. 2010 erschien ihr Sachbuch Keine Panik, ich will nur Sex: Auf der Suche nach dem Mann für jede Lage, worauf 2012 der Roman Eine Frau mit Penetrationshintergrund folgte.
| Folge | Gäste                                       |
| ----- | ------------------------------------------- |
| 1     | Nils Bokelberg und RP Kahl                  |
| 2     | Peer Kusmagk und Timo Jacobs                |
| 3     | Gloria Viagra und Dominic Boeer             |
| 4     | Murat Topal und Danko Rabrenović            |
| 5     | Frank Künster und Constantin von Jascheroff |
| 6     | Mundstuhl und Stumpen                       |

Ab Juli 2012 war sie mit der sechsteiligen Reihe Im Bett mit Paula bei ZDFkultur auf Sendung. Im selben Monat wurde die Dokumentation Unter fremden Decken – Auf der Suche nach dem besten Sex der Welt mit Lambert und Thilo Mischke auf ProSieben ausgestrahlt. Im Juli 2013 war Lambert Gast in der Sextalkshow Heiß & Fettig!, in der Thilo Mischke als Moderator agierte.
Seit dem 8. November 2013 wird auf Sixx Paula Lamberts moderierte Sendung Paula kommt – Sex und gute Nacktgeschichten ausgestrahlt. Im Januar 2020 war sie einer der Coaches in der Sat.1-Sendung No Body is perfect – Das Nacktexperiment. Seit Mai 2020 moderiert sie auf Sixx die Sendung Tagesfrau. Im selben Jahr nahm sie als Kandidatin an der Kochshow MasterChef Celebrity auf Sky One teil und belegte den dritten Platz.
Seit 2022 bewirbt Paula Lambert das Unternehmen Weight Watchers.
Lambert betreibt zwei Podcasts, zum einen einen Ratgeber zum Thema Beziehungen namens "Paula Lieben Lernen", in dem sie seit 2018 wöchentlich mit Gästen über Beziehungsprobleme spricht und dann noch den Podcast "4 Brüste für ein Hallelujah", einen Ratgeber rund um Alltagsthemen und Mental Health, für den sie gemeinsam mit Sophia Thiel seit 2022 ebenfalls einmal die Woche eine Folge veröffentlicht.

### Privat
Ihren Ehemann Matthias, der ebenfalls unter dem Künstlernamen Lambert auftritt, lernte sie 2009 kennen. Das Paar trennte sich 2020. Lambert ist Mutter von zwei Söhnen.

## Filmografie
- 2012: Roche & Böhmermann
- 2012: Unter fremden Decken – Auf der Suche nach dem besten Sex der Welt
- 2012: Im Bett mit Paula
- seit 2013: Playlist – Sound of my Life
- seit 2013: Paula kommt – Sex und gute Nacktgeschichten
- 2013: Unter fremden Decken 2 – Die Suche nach dem besten Sex der Welt geht weiter
- 2013: Heiß & Fettig!
- 2014–2015: Promi Big Brother Late Night LIVE
- 2015: Der Klügere kippt nach
- 2015: Big Brother – Die Entscheidung LIVE
- 2016: Kuttner plus Zwei
- 2016: So kommt Deutschland
- 2017: Für Emma und ewig
- 2017: Dinner Party
- 2018: Paula kommt … am Telefon
- 2020: No Body is perfect – Das Nacktexperiment
- 2020: Paula kommt – Auf der Suche nach der weiblichen Lust
- 2020: Tagesfrau
- 2020: MasterChef Celebrity
- 2020–2021: Buchstaben Battle
- 2022: Birgits starke Frauen
- 2023: Sex Crime Stories

## Werke
- Keine Panik, ich will nur Sex. Auf der Suche nach dem Mann für jede Lage. Heyne, München 2010, ISBN 978-3-453-60147-5.
- Eine Frau mit Penetrationshintergrund. Roman. Piper, München 2012, ISBN 978-3-492-27456-2.
- Keine Angst, der will nur spielen. Der Männer-Report. Piper, München 2014, ISBN 978-3-492-30020-9.
- Finde dich gut, sonst findet dich keiner. Wie du lernst, dich selbst zu lieben, und dabei unwiderstehlich wirst. Heyne, München 2016, ISBN 978-3-453-60381-3.
- Paula kommt. Das ehrlichste Sex-Buch der Welt! Gräfe und Unzer, München 2018, ISBN 978-3-8338-6397-4.
- Geh schon mal in dich, das Glück kommt dann nach. Heyne, München 2021, ISBN 978-3-641-26463-5.